# Psathi (ö)
Psathi (grekiska: Ψαθί) är en ö i Grekland. Den ligger i Pagaseiska viken i regionen Thessalien, i den centrala delen av landet, 140 km norr om huvudstaden Aten.